# منتخب تايبيه الصينية لكأس ديفيز
منتخب تايبيه الصينية لكأس ديفيز هو ممثل تايوان الرسمي في كرة المضرب في كأس ديفيز.